# Heinrich Messner
Heinrich „Heini“ Messner (* 1. September 1939 in Obernberg am Brenner, Tirol; † 19. Oktober 2023) war ein österreichischer Skirennläufer.

## Aktive Karriere
Messner gewann das erste Skiweltcuprennen der Geschichte; er war im betreffenden Slalom in Berchtesgaden nach dem ersten Lauf nur auf Rang 10 platziert gewesen; es blieb dies sein einziger Sieg im Weltcup. Weitere Erfolge waren die Bronzemedaillen in Riesenslalom und in der Kombination bei den Olympischen Spielen 1968 in Grenoble. Bei den Olympischen Spielen 1972 in Sapporo wurde er trotz starker Grippe Dritter im Abfahrtslauf. Bei den Weltmeisterschaften 1970 in Gröden war er vorerst im Slalomklassement auf Rang 14 gelegen, jedoch wurde er wegen eines Torfehlers disqualifiziert (was gleichbedeutend damit war, dass kein ÖSV-Läufer in der Wertung verblieb).
Mit insgesamt neun zweiten Plätzen, 17 Top-Drei-Plätzen und 50 Top-Ten-Plätzen zählt er zu den Großen des Skiweltcups. Zudem wurde er 1968 bei den Olympischen Spielen in Grenoble noch Vierter in der Abfahrt und bei der Skiweltmeisterschaft in Gröden 1970 Vierter im Riesenslalom. Messner war schon Ende der 1950er Jahre – also vor der Einführung des Skiweltcups – Mitglied der österreichischen Nationalmannschaft. Bei einem Sturz am 25. Januar 1962 im Abfahrtstraining für die »Coppa Ilio Colli« auf der Tofana in Cortina d’Ampezzo erlitt er einen Bruch des rechten Knöchels, damit fiel er für die Weltmeisterschaften 1962 in Chamonix und die restliche Saison aus.
Auszug aus der Erfolgsliste von Heini Messner außerhalb des Weltcups: Unter anderem gewann er am 13. Februar 1966 mit dem Sieg im Riesenslalom von Madonna di Campiglio auch die Kombinationswertung der damaligen „Tre-Tre“-Bewerbe, beim „Fünf-Ländertreffen/Buddy Werner-Trophäe“ in Sun Valley gewann er am 25. März 1966 die Abfahrt. Bei den (bis auf den Slalom) nicht zum Weltcup zählenden „Tre-Tre“-Rennen 1967 (Madonna – 3.–5. Februar) siegte er in der Abfahrt und wurde Kombi-Zweiter. Am 25./26. Februar 1967 wurde er in Schruns österreichischer Meister in Riesentorlauf und Slalom. Und bei den Kandahar-Rennen (Sestriere – 4./5. März) siegte er im auch nicht zum Weltcup zählenden Slalom und wurde Kombi-Dritter. Er gewann die Lauberhorn-Kombination 1969.
Mit Rang 6 bei der Abfahrt in Gröden am 15. März 1972 schloss er (was sich bereits während der Saison angekündigt hatte) seine Läuferkarriere ab.

## Trainer des österreichischen Damenteams
Im Alter von 33 Jahren beendete Messner seine aktive Karriere und wurde Trainer. Am 17. Juni 1972 damit von der Rennsportkommission des ÖSV beauftragt, betreute er zwei Jahre das Damen-Team. Mit diesem (u. a. Wiltrud Drexel, Ingrid Gfölner, Monika Kaserer, Irmgard Lukasser, Annemarie Pröll, Brigitte Schroll, Brigitte Totschnig) feierte er zahlreiche Erfolge.

## Privatleben
Nach seinem Rücktritt betrieb Messner eine Skischule und eine Pension; er führte zuletzt noch einen Skiverleih und Skiservice. Messner lebte in Steinach am Brenner, sein Bruder Alfred war ebenfalls Skirennfahrer und Mitglied des Tiroler Ski-Landeskaders.
Messner verstarb am 19. Oktober 2023 im Alter von 84 Jahren.

## Erfolge

### Olympische Spiele
- Innsbruck 1964: 10. Abfahrt
- Grenoble 1968: 3. Riesenslalom, 4. Abfahrt, 14. Slalom
- Sapporo 1972: 3. Abfahrt

### Weltmeisterschaften
- Innsbruck 1964: 10. Abfahrt
- Portillo 1966: 4. Abfahrt; 10. RTL (Slalom disqu)
- Grenoble 1968: 3. Riesenslalom, 4. Abfahrt, 14. Slalom, 3. Kombination
- Gröden 1970: 4. Riesenslalom, 17. Abfahrt
- Sapporo 1972: 3. Abfahrt

### Weltcup
- Saison 1967: 2. Gesamtweltcup, 3. Slalomweltcup, 5. Abfahrtsweltcup, 5. Riesenslalomweltcup
- Saison 1968: 10. Gesamtweltcup, 7. Abfahrtsweltcup
- Saison 1969: 7. Gesamtweltcup, 2. Abfahrtsweltcup, 7. Riesenslalomweltcup
- Saison 1970: 8. Gesamtweltcup, 7. Slalomweltcup, 8. Abfahrtsweltcup
- Saison 1972: 10. Gesamtweltcup, 4. Abfahrtsweltcup
- 16 Podestplätze, davon 1 Sieg

### Österreichische Meisterschaften
- 5 österreichische Meistertitel:
  - Abfahrt 1961 (außerdem Kombinations-Vierter)[5]
  - Riesenslalom 1967
  - Slalom 1964, 1965, 1967
- Außerdem noch:

Rang 3 Abfahrt und Rang 2 Kombination am 9./10. Februar 1963 in Haus im Ennstal

Rang 2 im Riesenslalom am 5. März 1964 in St. Johann im Pongau

Rang 3 im Slalom am 27. Februar 1966 in Schwaz

Zur Abfahrt am 24. Februar 1967 (Schruns-Tschagguns) trat er wegen einer leichten Fußverletzung nicht an

Bad Kleinkirchheim 1968: Rang 3 in der Abfahrt am 1. März, Rang 2 im Riesenslalom am 2. März und Rang 4 im Slalom am 3. März brachten den Vizemeistertitel in der Kombination.

### Sonstige Resultate
- 20. März 1960: Rang 2 Riesenslalom und Kombination Holmenkollenspiele[14]
- 11./12. Februar 1961: Rang 2 Abfahrt, Rang 5 Abfahrt, Rang 2 Kombination St. Ulrich/Grödnertal[15][16]
- 18. März 1961: Sieg im Riesenslalom und Rang 3 in der Kombination in La Toussuire[17]
- 24. Januar 1963: Rang 2 Abfahrt Saalbach[18]
- 9./10. März 1963: Kandahar in Chamonix: Rang 3 Abfahrt und jeweils Rang 5 in Slalom und Kombination[19][20]
- 15. März 1963: Rang 2 Abfahrt Gornergrat-Derby Zermatt[21]
- 9. Januar 1965: Rang 4 Lauberhorn-Abfahrt[22]
- 16. Januar 1965: Kandahar in St. Anton am Arlberg: Rang 3 in der Abfahrt[23]
- 29. Januar 1965: Rang 3 Abfahrt in Megève[24]
- 12. Februar 1965: Tre-Tre-Rennen: Rang 3 Abfahrt Madonna di Campiglio[25]
- 13./14. März 1965: Dreiländerkampf USA – Frankreich – Österreich in Vail: Sieg in der Abfahrt und Rang 2 im Slalom[26]
- 22. März 1965: Rang 3 Abfahrt «Harriman-Cup» in Sun Valley[27]
- 13. Februar 1966: Sieg Riesenslalom und Kombination «Tre-Tre-Rennen» in Madonna di Campiglio[28]
- 6. März 1966: Rang 2 Abfahrt Courchevel[29]
- 24. März 1966: «Fünfländertreffen» und «Bud Werner-Gedenkcup» in Sun Valley: Abfahrtssieg[30]
- 15. Januar 1967: Rang 2 Lauberhorn-Kombination[31]
- 22. Januar 1967: Rang 4 Hahnenkamm-Kombination[32]
- 3. bis 5. Februar 1967: «Tre-Tre-Rennen» in Madonna di Campiglio: Abfahrtssieg, Rang 5 im Riesenslalom (und mit Rang 6 im zum Weltcup zählenden Slalom) Rang 2 in der Kombination[33][34]
- 11./12. Februar 1967: «Alpencup» Bad Gastein: Rang 3 im Riesenslalom und (ex aequo mit Roger Rossat-Mignon) Rang 2 in der Abfahrt[35][36]
- 5. März 1967: Kandaharrennen Sestriere: Slalomsieg und Rang 3 in der Kombination (zzgl. Rang 5 in der am 4. März gefahrenen Weltcup-Abfahrt)[37][38]
- 20./21. Mai 1967: Sieg bei dem an zwei Tagen in zwei Durchgängen gefahrenen Glockner-Rennen[39][40]
- 14. Januar 1968: Rang 3 Lauberhorn-Kombination (inkl. Weltcup-Abfahrt-Rang 12 und -Slalom Rang 6)[41][42]
- 12. Januar 1969: Kombinationssieg Lauberhorn[43]
- 2. Februar 1969: Kandaharrennen St. Anton am Arlberg: Rang 6 im Slalom und Rang 3 in der Kombination[44]
- 11. Januar 1970: Kombinations-Zweiter Lauberhorn (mit Rang 14 im Slalom)[45]
- 14. Dezember 1970: Kandahar-Rennen Sestriere: Rang 4 in der Kombination (nach jeweils Rang 7 in Abfahrt und Slalom)[46]